# 裸線鮋
裸線鮋（学名：Ocosia vespa），又名石狗公、石頭魚，为輻鰭魚綱鮋形目鮋亞目真裸皮鮋科線鮋屬下的一个种，為溫帶海水魚，分布於西北太平洋日本海域，棲息深度75-91公尺，體長可達8公分，棲息在大陸棚，生活習性不明。

## 扩展阅读
- 維基物種上的相關：裸線鮋